# Protocolo Mosquera – Salaya
Fue un tratado firmado secretamente el 16 de septiembre de 1859, entre el colombiano Tomas Cipriano Mosquera y el ministro plenipotenciario del Perú Juan Salaya. El objetivo del tratado era de expandir los territorios de Colombia ocupando el norte ecuatoriano, mientras el General Castilla ocuparía el sur del Ecuador. Mosquera fue el autor de esparcir la historia del tratado Mosquera – Pedemonte, documento del que Ecuador no conoció en su momento y que el Perú negó haber firmado.
El 16 de septiembre de 1859 se celebró el acuerdo secreto en la ciudad de Pasto, lejos de Bogotá y Lima, este convenio se llamó Esponsión de Pastos. El tratado concretaba como debía ser dividido el Ecuador en beneficio de sus dos vecinos; las provincias de Guayas, Manabí y Loja serían del Perú, el resto para Colombia. El año en que se firmó este tratado en Ecuador existía una guerra civil en que tres gobiernos se disputaban el liderazgo.  
Luego de varias campañas militares de Mosquera en Ecuador y luego de su derrota, varios papeles de Mosquera fueron a parar a las manos del presidente ecuatoriano Flores, entre ellos el tratado original escrito por Mosquera y firmado por el delegado de Castilla. Mosquera negó los documentos, sin embargo, el tratado ha sido publicado ampliamente por historiadores peruanos y ecuatorianos.  

## Historia
El intento de repartirse el debilitado Estado de Ecuador que se destruía sí mismo, comenzó el 21 de enero de 1859, cuando Mosquera intercambió cartas con el representante de Perú en Colombia Buenaventura Seoane, en la cual escribía que: “Algunos han creído que la existencia de esa pequeña nación del Ecuador era necesario para que la confederación granadina y el Perú se entendieran mejor, yo juzgo lo contrario, nuestros límites y los de ustedes se deben tocar".
La respuesta peruana se dio el 8 de marzo: ..."yo no encuentro solución sino en la desaparición de esa nacionalidad, anexando su territorio a los Estados vecinos que daña con su existencia."...
Poco meses después llegó al Cauca el representante del presidente Castilla, el diplomático Juan Francisco Selaya. Firmando el protocolo el 16 de septiembre. Ventajosamente para Ecuador el convenio no se llevó a cabo debido al término de la guerra civil y poco tiempo después murió Castilla. 